# 澄豪 (鎌倉時代)
澄豪（ちょうごう、正元元年（1259年）- 正平5年/貞和6年1月27日（1350年3月6日））は、鎌倉時代後期から南北朝時代前期にかけての天台宗の僧。法諱は澄豪、法号は法円。西山上人・伝法和尚と称された。

## 経歴
藤原顕成の子と伝えられ、19歳の時に延暦寺に入って承澄に台密穴太流を学ぶ。徳治2年（1307年）に大阿闍梨に任ぜられ、山城国宝菩提寺・近江国金剛輪寺などを拠点として著述に励み、また恵鎮らに台密穴太流を授けた。後に澄豪の流れは宝菩提寺の所在地より「西山流」と称された。
著書に『三五要決』などがある。